# Curio (gmina)
Curio (lmo. Cür) – miejscowość i gmina w południowej Szwajcarii, w kantonie Ticino, w okręgu (distretto) Lugano, w powiecie (circolo) Magliasina. 

## Demografia
W Curio mieszka 595 osób. W 2021 roku 16,8% populacji gminy stanowiły osoby urodzone poza Szwajcarią. 